# Brunejský sultanát
Brunejský sultanát (jawi: كسلطانن بروني), označován také jako brunejská říše, byl muslimský malajský státní útvar s centrem na indonéském ostrově Borneo. Vznikl ve druhé pol. 14. století a existoval až do konce 19. století. Původně byl muslimský sultanát vazalem hinduisticko-buddhistické Madžapahitské říše. Po jejím rozpadu na začátku 15. století se brunejský stát vydal vlastní cestou jako samostatná ostrovní říše. Roku 1888 se stal britským protektorátem a později moderním státem.